# Адапромин
Адапромин — противовирусный препарат группы адамантана, родственный амантадину (1-аминоадамантану), римантадину (1- (1-аминоэтил) адамантан) и мемантину (1-амино-3,5-диметиладамантан), который продается в России для лечение и профилактика гриппа. Это алкильный аналог римантадина, который по своей противовирусной активности аналогичен римантадину, но обладает более широким спектром действия, эффективен против вирусов гриппа как типа A, так и типа B. Штаммы вируса гриппа типа А с устойчивостью к адапромину и римантадину и родственному лекарству дейтифорину были обнаружены в Монголии и Советском Союзе в 1980-х годах.
Электроэнцефалографические (ЭЭГ) исследования животных показывают, что адапромин и родственные адамантаны, включая амантадин, бромантан (1-амино-2-бромфениладамантан) и мемантин, обладают психостимулирующими и, возможно, антидепрессантными эффектами, и что эти эффекты могут быть опосредованы катехоламинергическими процессами. Однако эти психостимулирующие эффекты качественно отличаются от эффектов обычных психостимуляторов, таких как амфетамин, а производные адамантана, напротив, описываются как «адаптогены» и «актопротекторы».
В 2004 году было обнаружено, что амантадин и мемантин связываются и действуют как агонисты рецептора σ1 (Ki = 7.44 μM и 2.60 μM, соответственно) и что активация рецептора σ1 участвует в дофаминергических эффектах амантадина в терапевтически релевантных концентрациях. Эти результаты могут также распространяться на другие адамантаны, такие как адапромин, римантадин и бромантан, и могут объяснить психостимулирующие эффекты этого семейства соединений.